# Fiat 500 (draisina)

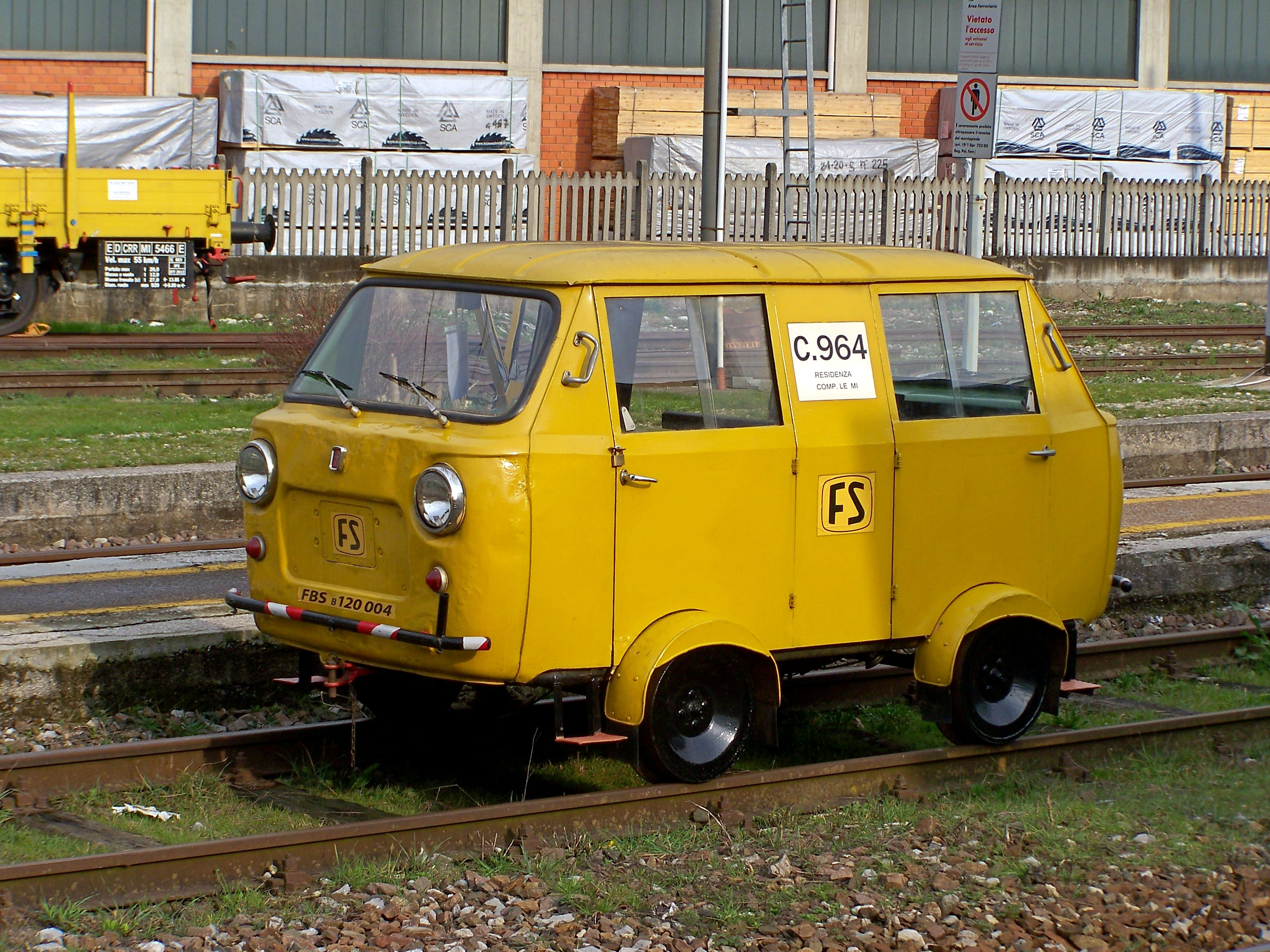
Fiat 500 draisina

La Fiat 500 Motocarrello è una draisina ferroviaria a motore, costruita in piccola serie dalla FIAT negli anni sessanta e destinata alla movimentazione di personale. Si tratta di un veicolo leggero a due assi con carrozzeria bifronte, quindi con doppia cabina di guida, derivato dal furgone Fiat 850T e, nei primi modelli, dal FIAT 600T. La propulsione era affidata al motore a sogliola bicilindrico FIAT da 499,5 cm³ che equipaggiava le automobili Fiat Nuova 500 Giardiniera e Autobianchi Bianchina Panoramica del 1960, e a partire dal 1966 la Autobianchi 500 Giardiniera.

## Caratteristiche
Sono state realizzate più versioni di questa draisina ferroviaria, tutte quante caratterizzate dalla stessa carrozzeria e dallo stesso motore, con le uniche differenze nella forma del frontale. A seconda del periodo infatti, potevano avere il frontale del furgone FIAT 600T, con griglia del radiatore di forma trapezoidale, o del FIAT 850T, con griglia del radiatore di forma squadrata.
In entrambi i casi tuttavia, a causa della differente posizione del motore rispetto al furgone originario (che nella draisina era posto sotto il veicolo come nella 500 Giardiniera da cui derivava), la griglia del radiatore era falsa; tanto che su alcuni modelli non veniva nemmeno montata lasciando una rientranza squadrata dove sarebbe andata la griglia.
Le ultime draisine prodotte, avevano una fanaleria differente, il cui aspetto replicava gli aggiornamenti estetici del FIAT 850T; in questa versione la griglia del radiatore era completamente assente.
Sebbene si tratti di mezzi oramai datati e in gran parte sostituiti da draisine più moderne, il motocarrello FIAT è tutt'ora utilizzato in alcuni depositi italiani come veicolo da lavoro oltre che da gruppi di appassionati che si occupano di preservarli e restaurarli.

## Curiosità
Una draisina FIAT 500 in Sardegna è stata utilizzata per un periodo come furgone portavalori: per questo compito venne ridipinta in livrea grigio scuro ed ai vetri furono applicate delle grate; sul tetto inoltre era presente una mitragliatrice probabilmente falsa.
Questa singolare draisina è oggi conservata al museo di Volandia assieme ad una simile appartenuta alla Ferrovia Stresa Mottarone.